# イルカはフラダンスを踊るらしい
『イルカはフラダンスを踊るらしい』（イルカはフラダンスをおどるらしい）は、2023年11月25日に公開された日本映画。監督は森田亜紀、主演は映画初主演となる片田陽依。池袋シネマ・ロサにて公開日より2週間の上映が予定されている。
「ヤングケアラー問題」をテーマに、 地方の女子高生・井川サトが将来の夢と介護の現実に葛藤しながら、 認知症の祖母が施設入所してしまう前に、 祖母の夢だったハワイ旅行を国内の疑似旅行として仲間と一緒に計画する姿を描く。
2023年5月3日から5日まで開催の「横浜国際映画祭」にて、5月5日にワールドプレミア上映が行われた。

## あらすじ
地方に住む高校3年の女子・井川サトは、認知症の祖母・シズの介護をヘルパーの清美と交代でしているため、放課後の演劇部の部活を途中で切り上げて、自宅に直行する日々を過ごしている。
卒業後は、上京して演劇活動をしたいと思っているが、祖母を置いていく罪悪感から進路を決めかねている。サトは父・辰彦とシズの3人で大変ながらも仲良く暮らしているが、最近は「旅行」と称して、一人でどこかに 行きたがる。危ないと止めるサトだったが、ハワイ旅行がシズの長年の夢だったと分かる。
そんなある日、シズの病状が悪化し、胃瘻を治療する必要があると医者から言われるが、手術をすれば寝たきりになるらしい。そうなれば、シズを施設に入所させなければいけなくなるので、サトは悩む。
だが、サトは自分が上京するのであれば、後は父に任せるしかないと思い、せめて施設に入る前にハワイ旅行の思い出を作ろうとする。ただ、実際にハワイに行くことは難しいので、演劇や美術セットでハワイを再現した逗子での「擬似ハワイ旅行」を実施しようと家族や演劇部の仲間・友人たちを巻き込んで計画を進めていく。

## キャスト
井川サト
演 - 片田陽依 （幼少期: 大村つばき）
高校3年の女子生徒。演劇部長で脚本担当。東京で演劇の仕事に就きたいと考えている。
ヘルパーの清美と入れ替わりで、認知症になった大好きな祖母・シズの介護をしている。
カエデ
演 - 三原羽衣
サトの同級生で親友。演劇部員。サトとヒナの「お世話係」をしている。
ヒナ
演 - 酒井唯菜
サトたちの後輩で演劇部員。演劇部のお笑い担当でムードメーカー。
佐々木
演 - 植田倖瑛
演劇部の顧問。面倒見が良く部員から信頼されている。サトの擬似ハワイ旅行計画にも快く協力してくれる。
ボブ
演 -  どーわん（たまゆらレスト）
ヒナの隣のクラスの男子生徒。演劇部員に英語やダンスを教えてくれている。
井川シズ
演 - 福井裕子
サトの祖母。認知症とパーキンソン病を患っている。
サトが幼い頃からサトの話を面白がって聞いてくれる優しいおばあちゃん。
井川辰彦
演 - 斎藤譲
サトの父親。母親・シズの介護も考え、サトの将来もサポートするべく頑張っている。
清美
演 - 萩原萠
シズの担当のヘルパー。
農家のおばちゃん
演 - 夏川さつき
サトがハワイ旅行のためにバイトをさせてもらう農家の優しいおばちゃん。

## スタッフ
- 監督 - 森田亜紀
- 脚本 - 吉岡純平[17][18]
- プロデューサー - 森岡利行[17][18]
- 劇中歌 - 山田john泰介「Lei Nani」（JST music）[17][18]
- 劇伴作曲 - MOOPIEism[17]
- 撮影 - 早坂伸（JSC）
- 照明 - オカザキタカユキ
- 録音 - 伊豆田廉明
- 美術 - 河野芽依子
- メイク - 安藤メイ
- 衣装 - 平山珠子
- 助監督 - 竹本大河[18]
- 制作 - 土屋江里奈[18]
- 演技事務 - 松本美樹
- 編集 - UBUNA
- スチール - U乃
- 企画・製作 - Aki cinema[17]
- 原案・制作・配給 - POPBORN[2]